# Нымме, Майт
Майт Нымме (эст. Mait Nõmme; 1 июля 1983, Костивере, Харьюмаа) — эстонский футболист, центральный защитник.

## Биография
В первой половине карьеры в течение девяти лет выступал за клуб «Рада» (Куусалу), клуб в этот период не поднимался выше третьего дивизиона Эстонии.
Летом 2007 года 24-летний футболист перешёл в клуб высшего дивизиона Эстонии «Калев» (Таллин). Дебютный матч в элите сыграл 11 августа 2007 года против «Тулевика», заменив на 64-й минуте Прийта Муруметса. Первый гол забил 8 марта 2008 года в ворота «Транса». После двух с половиной сезонов в составе «Калева» перешёл в другой клуб высшего дивизиона — «Пайде ЛМ», где выступал четыре года. Всего в высшей лиге Эстонии сыграл 144 матча и забил 17 голов.
После ухода из «Пайде» выступал в первой лиге Б (третий дивизион) за «ХЮЙК» (Эммасте), «Виймси» и «Кейла». Один сезон (2018) в составе «Кейлы» провёл в первой лиге.